# Thủy Tiên (ca sĩ)
Trần Thị Thủy Tiên (sinh ngày 25 tháng 11 năm 1985), thường được biết đến với nghệ danh Thủy Tiên, là một nữ ca sĩ kiêm sáng tác nhạc, diễn viên kiêm nhà thiện nguyện người Việt Nam.
Được mệnh danh là "Nữ hoàng nhạc phim", cô nổi tiếng với các album nhạc phim tự sáng tác trong các bộ phim như Đẹp từng centimet (2008) và Ngôi nhà hạnh phúc (2009). Các bài hát sản sinh từ những album trên là "Hát vang rằng em yêu anh", "Một giờ sáng", "Chợt là nỗi đau", và "Ngôi nhà hạnh phúc" đã trở thành những bài hit lớn trong sự nghiệp của cô. Thủy Tiên cũng nhận được phản hồi truyền thông tích cực với các album phòng thu Giấc mơ tuyết trắng (2006), Em đã quên (2011) và Vẫn mãi yêu anh (2011).
Sau khi kết hôn với cầu thủ bóng đá Công Vinh vào cuối năm 2014, cô cùng Vinh thường xuyên tổ chức những chuyến đi quyên góp từ thiện gây được nhiều sự chú ý từ các phương tiện truyền thông.

## Tiểu sử
Thủy Tiên sinh ra và lớn lên tại Rạch Giá, Kiên Giang có cha là người Việt và mẹ là người Hoa.
Năm 1990, cha cô bệnh nặng rồi qua đời vì bệnh lao phổi. Năm 2003, Thủy Tiên chuyển lên học tại Thành phố Hồ Chí Minh. Ít lâu sau, cô trúng tuyển vào khoa thanh nhạc của trường Cao đẳng Văn hóa Nghệ thuật Thành phố Hồ Chí Minh, là sinh viên thanh nhạc chính quy khóa 9. Cũng trong năm này, cô đã gặp và làm quen với nhạc sĩ Quốc Bảo, và được nhạc sĩ này đồng ý hỗ trợ cô trong sự nghiệp âm nhạc. Được đánh giá là có chất giọng khỏe và trong trẻo, cô chọn gothic rock làm thể loại âm nhạc chính của mình.

## Sự nghiệp

### 2005–2007: Khởi đầu sự nghiệp
Khởi đầu sự nghiệp âm nhạc chuyên nghiệp qua album phòng thu của nhạc sĩ Quốc Bảo mang tên Tales – Những chuyện kể với 2 ca khúc "Tình em" và "Ta đã yêu trong mùa gió", tuy nhiên, cô không gây được nhiều chú ý với khán thính giả.

### 2008–2009: Thành công vượt bậc cùngGiấc mơ tuyết trắng
Mãi đến năm 2008, bài hát nhạc phim Tuyết nhiệt đới là "Giấc mơ tuyết trắng" do cô trình bày trở nên phổ biến và trở thành bản hit của cô. Trong năm này cô đoạt giải ca sĩ trẻ triển vọng của giải thưởng Làn Sóng Xanh bình chọn, và ca khúc Giấc mơ tuyết trắng được là một trong 5 ca khúc được yêu thích nhất của giải Mai Vàng.
Đầu năm 2009 cô thực hiện phần nhạc phim và sáng tác toàn bộ âm nhạc cho bộ phim tình cảm/lãng mạn/hài Đẹp từng centimet và tạo được dấu ấn riêng với những ca từ nhẹ nhàng và phần giai điệu nhẹ nhàng như "Hát vang rằng em yêu anh", "Tiếng đồng hồ" (video âm nhạc đạt 150.000 lượt xem trên YouTube). Cô nhận được giải thưởng nhạc sĩ được yêu thích của giải thưởng Làn Sóng Xanh.

### 2010: Sự nghiệp diễn xuất vàNgôi nhà hạnh phúc
Thủy Tiên cũng được biết đến với vai trò là diễn viên điện ảnh khi cô tham gia trong một số bộ phim điện ảnh như: Nụ hôn thần chết, Đẹp từng centimet,... Cũng trong năm này cô lần thứ 2 nhận được giải thưởng nhạc sĩ được yêu thích nhất năm của Làn Sóng Xanh.
Cô cũng là đại diện cho webgame Đắc Kỷ của nhà phát hành Sgame.

### 2011–2013:Em đã quênvàVẫn mãi yêu anh
Album Em đã quên phát hành đầu năm 2011 đánh dấu sự thành công vượt bậc của Thủy Tiên với nhiều ca khúc hit đình đám, lần thứ 3 giành giải thưởng Nhạc sĩ được yêu thích tại Làn Sóng Xanh 2011.
Tháng 8 năm 2011 ca sĩ Thủy Tiên phát hành đĩa đơn "Nếu mai rời xa" cùng nhóm nhạc V-Music.
Ngày 19 tháng 12 năm 2011 tại Thành phố Hồ Chí Minh, Thủy Tiên phát hành album phòng thu thứ sáu với mong muốn đánh dấu hình ảnh sang trọng, gợi cảm và ấn định phong cách biểu diễn quyến rũ, Thủy Tiên phát hành album nhạc dance Vẫn mãi yêu anh. Album gồm có 6 ca khúc mới với nội dung lạc quan, yêu đời, nói về sự mạnh mẽ vượt qua mọi trắc trở trong cuộc sống của một cô gái trẻ luôn tự tin vào bản thân. Dòng nhạc dance pop hiện đại là màu sắc chủ đạo của album. Để khẳng định sự chuyên nghiệp cũng như đẳng cấp hơn với nghề, album được đầu tư kỹ về cả nội dung âm nhạc và hình ảnh. Sự nghiệp và tình yêu lúc này với Thủy Tiên có thể xem như hoàn hảo, nên cô muốn chia sẻ với khán giả sự quyết liệt trong công việc. Vì thế, cách hát cũng không nhẹ nhàng thủ thỉ như những bản tình ca ngọt ngào nữa mà mạnh mẽ, dứt khoát, hát cao và mạnh hơn nhiều. Một mạch cảm xúc được xây dựng nối kết giữa các track nhạc. Sau 4 bài hát đầu tiên sôi động là track thứ 5 có phần kết hợp giữa giai điệu trầm buồn và dance pop mạnh mẽ nhằm tạo cho người nghe cảm giác thư giãn. Tiếp theo là ca khúc cuối cùng mang giai điệu pop ballad trữ tình, lắng đọng nhằm làm dịu cảm giác cho người nghe trước khi kết thúc album. Ý đồ này cho thấy sự nhạy bén của nữ ca sĩ khi thể hiện âm nhạc là nội dung chính của album, là yếu tố nuôi dưỡng cảm xúc của người thưởng thức. Đây hiện cũng là xu hướng thế giới. Khác với các album trước, trong album này, Thủy Tiên sẽ hát nhạc phẩm của một số tác giả khác chứ không chỉ của mình. Đây là cách cô hướng đến sự đa dạng trong âm nhạc, phục vụ nhu cầu nghe nhạc rộng lớn và ngày càng cao của khán giả.
Sự đầu tư kỹ càng được thể hiện rõ nét trong video âm nhạc ca khúc chủ đề Vẫn mãi yêu anh. Clip được quay rất công phu và có sự đầu tư rất lớn về máy quay, ánh sáng, hậu trường, trang phục,... Sự đầu tư này được tính thành con số tiền tỷ. Thủy Tiên tiên phong trong việc chọn máy quay ARRI để quay video clip Vẫn mãi yêu anh. Hiện nay, các ca sĩ Việt Nam dù có ra nước ngoài thực hiện video clip thì cũng chọn máy quay cao cấp nhất là máy REC. Máy ARRI cao hơn máy REC một bậc. Hollywood chọn máy ARRI để quay phim nhựa chiếu rạp, như phim Chúa tể của những chiếc nhẫn hay phim Ba chàng lính ngự lâm. Thủy Tiên cũng khai thác tối đa lợi thế vóc dáng bên ngoài để có những khung hình, bộ ảnh đẹp. Từng nhận được nhiều lời khen là quyến rũ, gợi cảm,... Ê-kíp Thủy Tiên quyết định khai thác tối đa lợi thế này. Đôi chân dài cũng được khai thác trên sàn catwalk dựng trong video này.
Năm 2013, cô ra mắt MV "Kiss Me" và "Mãi thuộc về anh".

### 2014–2019: Cuộc sống hôn nhân và các hoạt động cộng đồng
Năm 2014, Thủy Tiên cùng Lê Công Vinh quay MV đám cưới "Happy Wedding- Chỉ Cần Anh Thôi" và MV đã nhận được nhiều phản hồi tốt, đó cũng là kỷ niệm của hai vợ chồng. MV thu hút gần một triệu lượt xem sau ngày đầu tiên ra mắt. Cùng video âm nhạc "Dẫu chỉ là mơ" theo phong cách cổ trang.
Ngày 2 tháng 11 năm 2015, Thủy Tiên ra mắt MV "Em đã yêu", đánh dấu bước đột phá về âm nhạc lẫn hình ảnh.
Trong năm 2016, Thủy Tiên tham gia bộ phim do chính cô là nhà sản xuất mang tên Vợ ơi... em ở đâu?, ra mắt 2 video nhạc phim. Sau đó, cô là một trong các ca sĩ biểu diễn trong đêm thi chung khảo phía Nam của cuộc thi Hoa hậu Việt Nam. Cuối năm 2016, Thủy Tiên ra mắt MV ca nhạc "Dành cả thanh xuân để yêu ai đó" được khán giả yêu thích.
Trong năm 2019 Thủy Tiên ra mắt MV "Từng có người yêu tôi như sinh mệnh".
Tăm 2020, ủy Tiên ra mắt hai video âm nhạc là "Sao anh không ăn" (vào ngày 1 tháng 10) và "Ngải tình" (vào ngày 28 tháng 11).
Với những hoạt động thiện nguyện trong năm 2020, Thủy Tiên được trao giải Ngôi sao Cống hiến trong gala Ngôi sao của năm 2020 vào tối 19 tháng 1 và giải thưởng WeChoice Awards 2020 với 2 hạng mục Nhân vật truyền cảm hứng và Nghệ sĩ có hoạt động nổi bật vào tối 21 tháng 1.

## Cuộc sống cá nhân
Thủy Tiên từng hẹn hò ca sĩ Ưng Hoàng Phúc một thời gian và dự định kết hôn. Tuy nhiên cô đã hủy hôn 3 tháng trước khi đám cưới diễn ra.
Ngày 2 tháng 1 năm 2009, Thủy Tiên tình cờ gặp gỡ cầu thủ bóng đá Lê Công Vinh trong một buổi chụp hình và kể từ đó 2 người đã chính thức hẹn hò cùng với nhau. Đây cũng là ngày sinh nhật con gái đầu lòng của 2 người (bé Lê Trần Diễm Quỳnh, tên thường gọi là Bánh Gạo, sinh ngày 2 tháng 1 năm 2013).
Thủy Tiên đã chính thức cử hành hôn lễ với cầu thủ Lê Công Vinh ngày 27 tháng 12 năm 2014, sau 6 năm quen biết. Cả hai làm lễ Hằng thuận tại chùa và trong tiệc cưới chỉ đãi món chay.

## Hoạt động từ thiện
Thủy Tiên - Công Vinh được biết đến bởi sự tích cực trong tổ chức các hoạt động từ thiện. Trong nhiều năm, vợ chồng Lê Công Vinh đã kêu gọi thông qua Facebook lên tới hàng chục tỷ đồng chỉ trong thời gian ngắn, trao đến các vùng dân cư khó khăn trên khắp cả nước.
Tháng 3 năm 2012, Công Vinh đèo Thủy Tiên-vợ chưa cưới trên xe gắn máy từ Kiên Giang sang xã vùng sâu xã Bình Thành, huyện Thoại Sơn, tỉnh An Giang để trao người nghèo ở đây 200 phần quà, gồm gạo, đường, mì, muối, nước tương, bánh kẹo... Bản thân Công Vinh và Thủy Tiên đều từng có nhiều chuyến đi từ thiện đến các vùng quê nghèo, nhưng đây là lần đầu tiên cả hai cùng làm từ thiện với nhau.
Đầu năm mới 2013, Công Vinh và Thủy Tiên về quê Kiên Giang để làm từ thiện. Cặp đôi này đã tặng khoảng 2 tấn gạo với một số quà tặng khác. Trong chuyến đi này, đích thân mẹ của Thủy Tiên cùng những người quen ở quê đi tìm những hoàn cảnh kém may mắn thực sự như những người chạy xe lôi, xe kéo, xe ôm, bán vé số, khuyết tật… để giúp đỡ đúng những người thực sự cần.
Tháng 12 năm 2014, Công Vinh - Thủy Tiên quyết định dùng tổng số tiền mừng cưới hai vợ chồng - khoảng hơn 2 tỷ đồng làm thiện nguyện, góp phần xây cầu, xây chùa, xây Trường THPT Nguyễn Trung Trực ở Kiên Giang và hỗ trợ trẻ em thiếu may mắn.
Tháng 4 năm 2015, cặp đôi tới một ngôi chùa ở Biên Hòa để trao quà, trong đó có 2 tấn gạo cùng nhiều mỳ tôm, đường và nước tương cho gần 200 gia đình, cá nhân có hoàn cảnh khó khăn.
Năm 2016, Thủy Tiên và Công Vinh đã tự bỏ tiền túi để xây một cây cầu ở ấp Xẻo Lá, xã Tân Thạnh, huyện An Minh. Kinh phí hoàn thành cây cầu là gần 100 triệu đồng, được trích từ phần thưởng của Công Vinh khi cùng đội tuyển Việt Nam vô địch giải giao hữu tứ hùng tại Myanmar.
Tháng 1 năm 2017, vợ chồng Công Vinh - Thủy Tiên đã trao quà tết 200 triệu đồng cho những người nghèo khổ ở 2 tỉnh Nghệ An, Hà Tĩnh. Chiều ngày 16/11/2017, vợ chồng Thủy Tiên – Công Vinh cùng học trò có mặt tại huyện Đông Hòa (Phú Yên) để trực tiếp trao tặng số tiền hơn nửa tỷ đồng hỗ trợ cho 310 hộ gia đình bị thiệt hại do bão Damrey gây ra. Trong đó, cặp đôi tự đóng góp vào quỹ cứu trợ này 100 triệu đồng, và bé Khánh Hà – Á quân "Ai sẽ thành sao nhí" - học trò của HLV Thủy Tiên cũng đóng góp 100 triệu đồng từ giải thưởng.
Ngày 19/01/2020, Thủy Tiên - Công Vinh đã đến tận công ty để trao gần 1 tỷ tiền hỗ trợ cho các công nhân sau khi công ty TNHH may X.H. (tỉnh Bình Dương) phá sản, hàng trăm công nhân không có tiền lương, thưởng tết. Lần ấy vợ chồng Công Vinh đã tự bỏ ra 200 triệu vào việc làm ý nghĩa này.

### Lắp đặt hệ thống máy lọc nước ở miền Tây Nam Bộ
Ngày 13 tháng 3 năm 2020, ca sĩ Thủy Tiên nhận được số tiền quyên góp sau hơn 20 giờ kêu gọi trên trang cá nhân. Cô kêu gọi được hơn 3.000.000.000 đồng mua máy lọc nước cho người miền Tây chống hạn mặn lịch sử và đóng góp 50 triệu đồng trong tổng số tiền. Diễn viên Hoàng Yến Chibi, vlogger Thanh Trần... hưởng ứng lời kêu gọi của Thủy Tiên.

### Từ thiện ở miền Trung năm 2020
Lũ lụt miền Trung Việt Nam năm 2020, Thủy Tiên đã đứng ra kêu gọi cộng đồng mạng đóng góp tiền để cô trực tiếp đi làm từ thiện tại các vùng lũ. Thủy Tiên kêu gọi quyên góp người dân vùng lũ thông qua tài khoản cá nhân, chỉ trong 2 tuần Thủy Tiên đã huy động lên đến 150 tỷ đồng  22 tỷ vào tối 14, 40 tỷ ngày 17,, 60 tỷ ngày 19 và 100 tỷ đồng lúc 13h ngày 20 tháng 10.
Trong quá trình kêu gọi nữ ca sĩ phát hiện nhiều tài khoản mạo danh cô để lừa tiền từ thiện. Thủy Tiên còn ngăn chặn một nhóm người ăn chặn 40% tiền từ thiện và đã thu hồi lại số tiền.
Hơn 40 ngày, cô kêu gọi quyên góp được gần 180 tỷ đồng, đi trao tiền trực tiếp cho dân hứng chịu hậu quả thiên tai ở nhiều nơi như: Hà Tĩnh, Quảng Bình, Nghệ An, Huế, Quảng Ngãi, Quảng Trị và Quảng Nam. Cô và chồng - cựu tiền đạo Công Vinh - trao tiền mặt cho 61.532 hộ dân, xây 10 nhà cộng đồng tránh bão lũ và tặng 10 xuồng máy cứu hộ. Cụ thể:
- Nghệ An 997 hộ với số tiền 9.209.000.000 đồng (kèm 2 giấy xác nhận của chính quyền)
- Hà Tĩnh 2.066 hộ và 10 nhà cộng đồng tránh bão lũ: 40.295.500.000 (kèm 2 giấy xác nhận của chính quyền)
- Quảng Bình 14.979 hộ với số tiền 50.523.000.000 đồng (kèm 6 giấy xác nhận của chính quyền)
- Quảng Trị 20.048 hộ với số tiền 33.400.000.000 đồng (kèm 1 giấy xác nhận của chính quyền) và trao thêm 10 thuyền máy cho huyện Hải Lăng.
- Huế 18.372 hộ với số tiền 18.366.000.000 đồng (kèm 8 giấy xác nhận của chính quyền)
- Quảng Nam 2.456 hộ với số tiền 12.748.000.000 đồng (kèm 3 giấy xác nhận của chính quyền)
- Quảng ngãi 2.620 hộ với số tiền 14.000.000.000 đồng (kèm 1 giấy xác nhận của chính quyền).

Ngày 22 tháng 12 năm 2020, đại diện của Thủy Tiên và Công Vinh đã tận tay trao tặng thuyền máy cho 10 thôn ở huyện Hải Lăng, Quảng Trị.
Ngày 07 tháng 1 năm 2021, đại diện của Thủy Tiên và Công Vinh trao tặng 20 thuyền máy cứu hộ cho các xã ở huyện Thanh Chương, Nghệ An.

### Năm 2021
Sáng ngày 08 tháng 2 năm 2021, Thủy Tiên cùng Công Vinh đã hỗ trợ hơn 3000 người dân miền Tây có hoàn cảnh khó khăn chuẩn bị một năm mới đủ đầy hơn.
Tháng 3 năm 2021, Thủy Tiên đại diện các mạnh thường quân đã hỗ trợ cho Hà Tĩnh 20 tỷ đồng xây dựng 10 căn nhà văn hóa cộng đồng kết hợp tránh bão lũ. 10 căn nhà này dự kiến sẽ hoàn thành trong tháng 6 năm 2021.

## Tranh cãi

### Ăn mặc hở hang
Năm 2011, Thủy Tiên bị cộng đồng mạng chỉ trích vì tạo dáng uốn éo, ăn mặc hở hang trong khi thực hiện video ca nhạc "Em đã quên" tại Bảo tàng Mỹ thuật Thành phố Hồ Chí Minh. Đến năm 2012, cô tiếp tục bị chỉ trích vì "mặc giống gái quán bar" trong một buổi trình diễn ca nhạc ở Hà Nội.

### Vấn đề từ thiện
Đầu tháng 9 năm 2021, cộng đồng mạng lan truyền bức ảnh không xác thực, đặt ra nghi vấn rằng cô sử dụng nhiều hơn một tài khoản ngân hàng để nhận tiền từ mạnh thường quân. Điều này dẫn đến việc nhiều người yêu cầu Thủy Tiên phải sao kê nhằm minh bạch số tiền trên. Ngày 17 tháng 9 năm 2021, Thủy Tiên và chồng là Lê Công Vinh đến một chi nhánh của ngân hàng Vietcombank ở Thành phố Hồ Chí Minh thực hiện thủ tục sao kê và phát trực tiếp trên mạng xã hội. Phía luật sư của cô cũng đã lên tiếng phản bác về tin đồn “thủ thuật kêu gọi”, cho rằng việc khóa tài khoản như vậy là "nghiệp vụ của ngân hàng", và rằng đó "không phải thủ thuật hay thủ đoạn tinh vi nhằm chiếm đoạt tài sản".
Tháng 10 năm 2021, Cục Cảnh sát hình sự (Bộ Công an) đã yêu cầu ngân hàng rà soát toàn bộ tài khoản của ca sĩ Thủy Tiên và nhiều nghệ sĩ khác vì bị tố thiếu minh bạch trong quá trình giải ngân tiền từ thiện.
Ngày 28 tháng 12 năm 2021, trong cuộc họp báo cuối năm, Bộ Công an đã thông tin kết quả xác minh việc nghệ sỹ Thủy Tiên làm từ thiện. Thiếu tướng Hồ Sỹ Niêm cho biết: “Sau khi rà soát thì cảnh sát xác định số tiền vào tài khoản từ thiện còn ít hơn cả lượng tiền các cá nhân đã ủng hộ miền Trung.”
Ngày 21 tháng 1 năm 2022, Cục Cảnh sát hình sự (Bộ Công an) đã tuyên bố không khởi tố vụ án hình sự với Thủy Tiên và các nghệ sĩ khác do không có dấu hiệu phạm tội.
Tháng 3 năm 2023, Bộ Công an đã khởi tố bắt tạm giam người vu khống ca sĩ Thủy Tiên ở trên mạng là nữ CEO Nguyễn Phương Hằng về tội Lợi dụng các quyền tự do dân chủ xâm phạm lợi ích của Nhà nước, quyền và lợi ích hợp pháp của tổ chức, cá nhân theo Điều 331 Bộ luật Hình sự năm 2015. Sau đó, qua điều tra, Công an xác định rằng ca sĩ Thủy Tiên, cựu cầu thủ Công Vinh, ca sĩ Đàm Vĩnh Hưng là người có quyền và nghĩa vụ liên quan trong vụ án bà Nguyễn Phương Hằng. Quá trình điều tra, bà Nguyễn Phương Hằng khai các thông tin phát ngôn khi livestream và đăng tải trên Facebook về các cá nhân trên đều do bà đọc trên mạng chưa được kiểm chứng và không có cơ sở chứng minh.

## Phim đã tham gia
- Bỗng dưng muốn khóc (vai Hoàng Yến)
- Đẹp từng centimet (khách mời)
- Ngôi nhà hạnh phúc (vai Bảo Yến)
- Sóng tình (vai Hồng Ngọc)
- Những nụ hôn rực rỡ (khách mời)
- Nụ hôn thần chết (vai Juliet)
- Vợ ơi... em ở đâu? (vai Nguyệt Nga)

## Danh sách đĩa nhạc

### Album phòng thu (Audio album)
1. Ngọt và đắng (2005)
2. Thủy Tiên (2006)
3. Giấc mơ tuyết trắng (2007)
4. Ngôi nhà hạnh phúc (2009)
5. Em đã quên (2010)
6. Vẫn mãi yêu anh (2011)
7. Dẫu chỉ là mơ (2014)
8. "Đôi mắt người xưa - Bolero" (2017)

### Đĩa mở rộng (EP)
1. Nếu mai rời xa (feat V.Music in 2011)
2. Chuyện Tình Maldives (ft.Noo Phước Thịnh in 2015)

### Đĩa đơn (Single)
1. Kiss me (2013)
2. Tình Chia Hai Lối (2013)
3. Happy Wedding (2014)
4. Mashup Kiss me (2014)
5. Như hoa mùa xuân (với Hồ Ngọc Hà, Minh Hằng, 2014)
6. Stay with me (2015)
7. Chào xuân mới (2015)
8. Sài Gòn Bận Lắm (2015)
9. Em đã yêu (2015)
10. Hát mừng xuân (2016)
11. Dành cả thanh xuân để yêu ai đó (2017)
12. Xuân mang niềm vui (2017)
13. Thư gửi anh (2017)
14. Em không buồn đâu (2017)
15. Nói em nghe mãi mãi là bao xa (2018)
16. Từng có người yêu tôi như sinh mệnh (2019)
17. Ohm Mani Pad Me (Thần Chú Đức Đại Bi Quan Âm) (2019)
18. Sao anh không ăn? (2020)
19. Ngải tình (2020)
20. Bất nhiễm (cover) (2023)
21. Là em tự đa tình (cover) (2023)
22. Chú Dược Sư (2024)

### Album nhạc phim
- 2007: Tuyết Nhiệt Đới
- 2008: Đẹp Từng Centimet
- 2009: Ngôi Nhà Hạnh Phúc
- 2016: Vợ Ơi Em Ở Đâu

### MV Bolero
1. Phố đêm
2. Đôi mắt người xưa
3. Trộm nhìn nhau

### Music video
1. Vắng
2. Ngôi Sao Pha Lê (với Đăng Khôi)
3. Giấc Mơ Tuyết Trắng
4. Một Giờ Sáng
5. Hát Vang Rằng Em Yêu Anh
6. Đợi (with Đại Nhân)
7. Chàng Trai Tháng 12
8. Ngôi Nhà Hạnh Phúc
9. Quay Về Đi (với Noo Phước Thịnh)
10. Chợt Là Nỗi Đau
11. Tiếng Đồng Hồ
12. Em Đã Quên
13. Muộn Màng
14. Nếu Mai Rời Xa (với V.Music)
15. Vẫn Mãi Yêu Anh
16. Cần Một Vòng Tay
17. Ký Ức Ngọt Ngào
18. Kiss me
19. Mặt trời lạnh (với V.Music)
20. Mãi Thuộc Về Anh
21. Dẫu chỉ là mơ
22. Hạnh Phúc Mỏng Manh
23. Happy Wedding
24. Chào xuân mới
25. Em đã yêu
26. Chuyện Tình Maldives (với Noo Phước Thịnh)
27. Hát mừng xuân
28. Một Chút Thôi
29. Xin Đừng Buông Tay
30. Sài Gòn bận lắm
31. Yêu nhau sẽ trở về
32. Yêu thương lạc lối
33. Dành cả thanh xuân để yêu ai đó
34. Thư gửi anh
35. Nói em nghe mãi mãi là bao xa
36. Từng có người yêu tôi như sinh mệnh
37. Sao anh không ăn
38. Ngải tình
39. Bất nhiễm (cover lời việt Thủy Tiên)
40. Là em tự đa tình (cover lời việt Thủy Tiên)

## Giải thưởng và đề cử

### Chương trình truyền hình
- Á quân Bước nhảy Hoàn vũ (2011)

### Làn sóng xanh
| Lần | Năm  | Hạng mục                       | Đề cử cho | Kết quả   | Chú thích |
| --- | ---- | ------------------------------ | --------- | --------- | --------- |
| 12  | 2008 | Ca sĩ trẻ triển vọng           | Bản thân  | Đoạt giải |           |
| 13  | 2009 | 10 nhạc sĩ được yêu thích nhất | Bản thân  | Đoạt giải |           |
| 14  | 2010 | 10 nhạc sĩ được yêu thích nhất | Bản thân  | Đoạt giải |           |
| 15  | 2011 | 10 nhạc sĩ được yêu thích nhất | Bản thân  | Đoạt giải |           |

### Giải Mai Vàng
| Lần | Năm  | Hạng mục                      | Đề cử cho                   | Kết quả   | Chú thích |
| --- | ---- | ----------------------------- | --------------------------- | --------- | --------- |
| 15  | 2009 | 5 ca khúc được yêu thích nhất | Ca khúc Giấc mơ tuyết trắng | Đoạt giải |           |

### Ngôi sao của năm
| Lần | Năm  | Hạng mục           | Đề cử cho                     | Kết quả   | Chú thích                     |
| --- | ---- | ------------------ | ----------------------------- | --------- | ----------------------------- |
| 1   | 2012 | Cặp đôi của năm    | Bản thân (cùng với Công Vinh) | Đoạt giải | Cặp đôi Thủy Tiên - Công Vinh |
| 9   | 2020 | Ngôi sao cống hiến | Bản thân                      | Đoạt giải |                               |

### WeChoice Awards
| Lần | Năm  | Hạng mục                     | Đề cử cho | Kết quả   | Chú thích                                                  |
| --- | ---- | ---------------------------- | --------- | --------- | ---------------------------------------------------------- |
| 7   | 2020 | Nhân vật truyền cảm hứng     | Bản thân  | Đoạt giải | Top 10 trong 20 đề cử. Dẫn đầu với 185.775 lượt bình chọn. |
| 7   | 2020 | Nghệ sĩ có hoạt động nổi bật | Bản thân  | Đoạt giải | Dẫn đầu với 151.234 lượt bình chọn                         |

### Album Vàng
| Năm  | Giải thưởng     | Hạng mục                                   | Album      | Kết quả   | Chú thích |
| ---- | --------------- | ------------------------------------------ | ---------- | --------- | --------- |
| 2011 | Album Vàng 2010 | Giải tháng                                 | Em đã quên | Đoạt giải |           |
| 2011 | Album Vàng 2010 | Album được yêu thích do khán giả bình chọn | Em đã quên | Đoạt giải | [ 62 ]    |